# Coocaa
Coocaa (giản thể: 酷开; phồn thể: 酷開; Quy ước cách viết là COOCAA), còn được gọi là Kukai, là thương hiệu TV thông minh có trụ sở tại Trung Quốc và được thành lập vào năm 2006. Công ty đã liên tục nhận được đầu tư từ iQIYI, Tencent, Baidu và tập trung vào AIoTV. Thuộc sở hữu của Công ty TNHH Điện tử Skyworth-RGB Thâm Quyến, các sản phẩm TV của công ty bao gồm Dolby Vision và toàn màn hình.
Với trụ sở tại Thâm Quyến, Coocaa đã mạo hiểm đầu tư vào Philippines và Malaysia. Coocaa là đối tác chính thức của Đại hội Thể thao Đông Nam Á 2019. Tháng 11 năm 2019, Coocaa đã tham dự sự kiện Ngày Truyền hình Thế giới. Thương hiệu cũng có hệ điều hành riêng gọi là "Coocaa OS".

## Lịch sử
Các lô hàng TV Coocaa đã vượt hơn 1 triệu chiếc trong năm 2015. Tháng 6 năm 2017, Tencent đã đầu tư 344,28 triệu đô la Hồng Kông để mua lại 7,7% cổ phần của Coocaa. Tháng 3 năm 2018, Baidu đã đầu tư 159,70 triệu đô la để đổi lấy 11% cổ phần của Coocaa. 
Tính đến tháng 4 năm 2020, tổng số người dùng của Hệ điều hành Coocaa lên tới xấp xỉ 50 triệu, con số này tính đến tháng 10 đã đạt 80 triệu.